# Чечено-Ингушская АССР в годы Великой Отечественной войны

Стела «Город воинской славы» в Грозном.

Перед Великой Отечественной войной Чечено-Ингушская АССР представляла собой регион с высокоразвитой промышленностью и сельским хозяйством. Промышленность специализировалась на добыче и переработке нефти, нефтяном машиностроении, нефтехимии. После начала войны вся экономика республики была переведена на выпуск военной продукции. Чечено-Ингушетия обеспечивала фронт горючим и смазочными материалами, а по некоторым видам продукции (например, бензину для истребительной авиации) была ведущим производителем в стране.
На предприятиях республики производился ремонт и обслуживание военной техники, выпускались миномёты. Был налажен выпуск зажигательных смесей для борьбы с танками. Швейные фабрики шили одежду для солдат и офицеров. Консервные заводы выпускали овощные консервы и пищевые концентраты для Красной армии.
На территории Чечено-Ингушетии были сформированы 317-я стрелковая дивизия и 114-й чечено-ингушский кавалерийский дивизион, на 80 % состоявший из горцев (в составе 4-го казачьего кавалерийского корпуса). Эти воинские формирования сражались на моздокско-малгобекском направлении. Также были сформированы 242-я горнострелковая дивизия, 16-я сапёрная бригада, 4-я маневренно-воздушная бригада, автобатальон, стрелковая маршевая дивизия, несколько резервных подразделений. В 1942 году был сформирован 255-й отдельный Чечено-Ингушский кавалерийский полк, который принял участие в Сталинградской битве.
Ввиду угрозы захвата республики часть предприятий республики была эвакуирована в восточные регионы СССР, производился демонтаж бурового и нефтедобывающего оборудования. Улицы перегораживались баррикадами и противотанковыми ежами, оборудовались доты, рылись землянки, в которых бойцы несли круглосуточное дежурство. На подходах к Грозному были вырыты окопы, преграждавшие путь со стороны Орджоникидзе.
Стало ясно, что Грозный захватить не удастся, и 10-15 октября 1942 года немецкая авиация произвела массированные бомбардировки города. Пожары были потушены в течение нескольких дней. Вскоре была восстановлена нормальная работа предприятий. 1 января 1943 года советские войска перешли в наступление и вермахт был отброшен от границ Чечено-Ингушетии.
23 февраля 1944 года началась депортация чеченцев и ингушей. Официальной причиной депортации назывались массовое сотрудничество с оккупантами и активная антисоветская деятельность. Однако территория республики не была оккупирована, а активность антисоветских и антигосударственных элементов не превышала аналогичных показателей в соседних регионах, поэтому эти обвинения беспочвенны. Реальные причины депортации до сих пор являются предметом ожесточённых дискуссий.
Депортация прямо или косвенно привела к гибели примерно четверти представителей каждого из народов. Были разорены примерно 100 тысяч крестьянских хозяйств, что нанесло экономике страны ущерб в несколько миллиардов рублей. Только перевозка спецпереселенцев стоила государству 150 млн рублей, на которые можно было построить 700 танков Т-34. Чечено-Ингушская АССР была ликвидирована, а на её месте создана Грозненская область.

## Накануне войны
Накануне Великой Отечественной войны Чечено-Ингушская АССР обладала развитой промышленностью и механизированным сельским хозяйством. Территория республики составляла 15 тысяч км², а население — более 800 тысяч человек. За период после Гражданской войны в республике была осуществлена ускоренная индустриализация. Была восстановлена разрушенная в конце 1910-х — начале 1920-х годов нефтедобывающая и нефтеперерабатывающая промышленность. Возникли новые отрасли промышленности: химическая, машиностроительная, энергетическая и другие. Валовая промышленная продукция по сравнению с 1913 годом выросла к 1940 году в 11 раз.

## Великая Отечественная война

### На фронте
Многие чеченцы и ингуши воевали в составе Красной армии. Примерно 9 тысяч чеченцев и ингушей находились на службе в частях РККА в момент начала войны, и ещё 30-40 тысяч влились в её ряды в течение двух лет войны. В обороне Брестской крепости участвовали 420 выходцев из Чечено-Ингушетии, из которых 270 были горцами. Одним из защитников Брестской крепости был Магомед Узуев, которому в 1996 году посмертно было присвоено звание Героя Российской Федерации.
С 24 июня по 10 июля 1941 года более 17 тысяч жителей республики записались в народное ополчение, из них около 10 тысяч составляли вайнахи. На территории Чечено-Ингушетии были сформированы 317-я стрелковая дивизия и 114-й чечено-ингушский кавалерийский дивизион на 80 % состоявший из горцев (в составе 4-го казачьего кавалерийского корпуса под командованием генерала Кириченко). Эти воинские формирования сражались на моздокско-малгобекском направлении. Помимо упомянутых, в республике также были сформированы 242-я горнострелковая дивизия, 16-я сапёрная бригада, 4-я маневренно-воздушная бригада, автобатальон, стрелковая маршевая дивизия, несколько резервных подразделений.
С ноября 1941 года в Грозном шло формирование 114-й Чечено-Ингушской кавалерийской дивизии. В дивизию записалось на 600 человек больше добровольцев, чем полагалось по штату. Однако завершить её формирование не удалось: в начале 1942 года был издан секретный приказ о прекращении призыва чеченцев и ингушей в действующую армию и о ненаграждении отличившихся бойцов из их числа. С просьбой к правительству набрать из числа жителей Чечено-Ингушетии добровольцев обратилась группа чеченских и ингушских офицеров. В 1942 году на базе дивизии был сформирован 255-й отдельный Чечено-Ингушский кавалерийский полк, который принял участие в Сталинградской битве. Из-за больших потерь, понесённых в ходе битвы и невозможности пополнить его состав из Чечено-Ингушетии командованием было принято решение из остатков полка создать два разведывательных кавалерийских дивизиона и влить их в 4-й кавалерийский корпус под командованием генерал-лейтенанта Т. Т. Шапкина.
За подвиги, совершённые во время войны, 36 выходцев из Чечено-Ингушетии были удостоены звания Героя Советского Союза.

### В тылу
С началом войны промышленность республики была переведена на выпуск военной продукции. 18 предприятий Грозного изготавливали миномёты различных модификаций. Работники Грозненского научно-исследовательского института (ГрозНИИ) наладили производство горючей смеси для борьбы с танками. Грозненский нефтеперерабатывающий завод № 2, благодаря разработкам ГрозНИИ, смог наладить выпуск лучших марок авиабензина, выполнить годовой план на 1,5 месяца раньше срока и увеличить выпуск продукции на 25 %. Многие нефтяники выполняли план на 200—300 %. На заводе «Красный молот» на оборудовании, которое ещё не успели эвакуировать, ремонтировали танки, бронепоезда, другую боевую технику. Нефтеперерабатыващие заводы снабжали фронт горючим и смазочными материалами. К концу года предприятия республики выпускали 90 видов военной продукции. Швейные фабрики шили одежду для солдат и офицеров. Консервные заводы увеличили выпуск овощных консервов и пищевых концентратов для Красной армии.
Грозный занял второе место в стране по нефтедобыче после Баку, практически равное по нефтепереработке и первое по производству авиационного бензина. В 1941 году в СССР было добыто 31 млн тонн нефти, из них 23 — в Азербайджане, 4 млн тонн — в Чечено-Ингушетии, а остальное — на мелких месторождениях СССР. В Грозном перерабатывалась не только нефть, добытая в республике, но и поставляемая из других регионов, в том числе и Баку. При этом привозная нефть перерабатывалась в бензин А-76 для автотранспорта, а для выработки авиабензина использовалась исключительно нефть добытая в республике. Практически вся истребительная авиация СССР использовала грозненский авиабензин.
В середине декабря 1941 года, после того, как было нанесено поражение фашистам под Москвой и освобождения Ростова-на-Дону демонтаж нефтяной промышленности был прекращён. К 1 декабря 1941 года более половины работников нефтяной промышленности республики стали ударниками и стахановцами. Более 250 работников нефтяной промышленности в феврале 1942 года были награждены орденами и медалями.
Работники промышленности и госслужащие вносили в фонд обороны страны свой однодневный заработок из ежемесячной зарплаты. Служащие Шатойского района обязались ежемесячно отчислять 10 % зарплаты. На 15 января 1942 года населением республики было внесено в контору Госбанка 5 млн 135 тысяч рублей, облигаций государственных займов на сумму 6 млн 263 тысячи рублей, 430 граммов золота и 16 500 граммов серебра. В течение 1943 года жители собрали на строительство бронепоезда «Асланбек Шерипов» 13 млн рублей.
К началу 1942 года в качестве подарков для воинов было собрано 41,6 тонны мяса, 8,3 тонны рыбы, 4,1 тонны жиров, 2,9 тонны сыров, 3,8 тонны кондитерских изделий, 85,8 тонны фруктов и овощей. Были собраны также индивидуальные и коллективные посылки на сумму более 1 млн рублей, большое количество белья, тёплых вещей, головных уборов, обуви и т. д. В выходные дни организовывались воскресники, в которых в отдельные дни участвовало до 100 тысяч человек, а заработанные деньги перечислялись в фонд обороны.
Для восстановления разрушенных объектов и борьбы с диверсантами были сформированы отдельный инженерно-противохимический батальон МПВО, два отдельных городских батальона МПВО, 14 аварийно-восстановительных отрядов и бригад, 17 военизированных команд НКВД, установлен 31 пост воздушного наблюдения, оповещения и связи, грозненский коммунистический истребительный батальон. На строительство оборонительных сооружений было мобилизовано 80 тысяч человек. Заводами Грозного были изготовлены тысячи противотанковых ежей, расставленных на танкоопасных направлениях. За героический труд на строительстве оборонительных рубежей тысячи жителей республики были награждены медалями «За оборону Кавказа».
В Чечено-Ингушетии размещалось много госпиталей. При обкоме работал спецкомитет по оказанию помощи госпиталям. Сами госпитали размещались в благоустроенных зданиях Грозного, курорта «Серноводск», доме отдыха в селе Чишки. Над госпиталями взяли шефство десятки колхозов и промышленных предприятий республики. Пионерами и школьниками, взявшими шефство, было собрано для госпиталей почти 27 тысяч рублей, 14 650 книг, 25 музыкальных инструментов, 242 настольные игры, 413 комплектов постельного белья, тысячи ручек и карандашей и многое другое.
Сельские труженики принимали активное участие в дополнительных сборах в фонд обороны. В 1941 году колхозники Сунженского района сдали тысячи центнеров зерновых и семян подсолнуха, более 1500 голов скота. За тот же период колхозники селения Алхан-Юрт сдал 105 голов скота, 600 центнеров сена, 100 центнеров зерна. На 10 января 1942 года колхозниками республики было внесено 458 центнеров мяса, 1435 центнеров картофеля, 13 центнеров овощей, 189 центнеров подсолнуха, 854 центнера зерна и т. д.. В 1942 году в Галанчожском и Шатойском районах, где якобы шли восстания, колхозы досрочно выполнили государственный план по производству животноводческой продукции. В 1943 году повышенный план по поставке зерна государству был выполнен на 111 %.

### Подготовка к обороне Грозного
22 октября 1941 года был создан Грозненский комитет обороны во главе с первым секретарём Чечено-Ингушского обкома и Грозненского горкома ВКП(б) В. И. Ивановым. Его заместителем стал председатель Совета народных комиссаров Чечено-Ингушетии С. К. Моллаев, членами комитета стали нарком внутренних дел республики С. И. Албогачиев и начальник грозненского пехотного училища полковник В. Г. Сытников. На последнего также были возложены обязанности коменданта Грозного.
26 декабря 1941 года был издан Указ Верховного Совета СССР об объявлении мобилизованными до конца войны работников оборонных предприятий и предприятий, связанных с выполнением оборонных заказов. Нарушение трудовой дисциплины каралось тюремным сроком, а самовольное оставление рабочего места считалось дезертирством.
Улицы были перегорожены баррикадами и противотанковыми ежами. Кое-где были оборудованы доты, вырыты землянки, в которых оборудовались посты и бойцы несли круглосуточное дежурство. За пределами города были вырыты окопы, преграждавшие путь со стороны Орджоникидзе. В этих окопах занимали оборонительные позиции солдаты противотанкового истребительного батальона.
По мере приближения линии фронта производился демонтаж промышленных предприятий, буровых и добывающих установок. До конца 1941 года было демонтировано 678 эксплуатационных скважин, большинство нефтеперерабатывающих и машиностроительных объектов. Несмотря на это, за счёт интенсификации труда в 1941 году Чечено-Ингушетия добыла 3363 тысячи тонн нефти, что превышало план на 14 %. Кроме того, стремительный рост буровых работ позволил добыть из новых скважин дополнительно 736 тысяч тонн нефти. Благодаря этому суточное производство авиабензина возросло до 3083 тонн.
Германское военное командование разработало план летней кампании 1942 года, который предусматривал нанесение основного удара на южном участке советско-германского фронта. Группе армий «А» ставилась задача захвата Грозненского и Бакинского нефтеносных районов, группа армий «Б» имела целью захват Сталинграда. В соответствии с немецкими директивами, захват нефтеносных районов должен был стоять на первом месте. Грозный, согласно этим планам, планировалась захватить к 24 августа, а Баку — в первой половине сентября. В конце августа фронт приблизился к границам Чечено-Ингушетии.
Сразу же после начала немецкого наступления возобновилось строительство укреплений по всему Северному Кавказу. Первая оборонительная линия простиралась от Каспия до Минеральных Вод и была создана ещё осенью 1941 года. В 1942 году строительство развернулось с ещё большим размахом. 8-я сапёрная армия строила оборонительные сооружения на пространстве от Дагестана до устья реки Урух. Вокруг Грозного был возведён комплекс укреплений от Курчалоя на востоке до селения Шалажи на западе. Численность сапёрных частей, участвовавших в строительстве, составляла 63 тысячи человек. К работам были привлечены также 90 тысяч гражданских лиц, сотни автомобилей, тракторов, тысячи конных подвод. Была проведена частичная эвакуация предприятий и населения.
Грозный был переведён на военное положение. Вокруг города были восстановлены 54 старых оборонительных сооружения и построено 981 новое. На их строительство было израсходовано 130 тысяч м³ лесоматериалов, 19 тысяч тонн цемента, 14,5 тысячи тонн железа, 830 тонн колючей проволоки, затрачено более 9 млн человеко-дней.
Город получил статус особого оборонительного района. Вокруг города была создана система фортификационных сооружений на отдельных направлениях включавшая в себя до шести оборонительных рубежей. Общая протяжённость противотанковых рвов составляла 28 км. Они наполнялись водой, поверх которой наливалась нефть. На это ушло 72 тысячи тонн нефти. На танкоопасных направлениях были сооружены валы из пропитанной нефтью соломы длиной 9 км. 1 млн м² территории были залиты горючей смесью.
Рвы и подступы к ним прикрывались дотами, дзотами, пулемётными и артиллерийскими огневыми точками, которые прикрывались железобетонными колпаками. Оборонительные сооружения окружались сложной системой ловушек, взрывных ям, минными полями.
В самом Грозном при строительстве оборонительных сооружений было вынуто 859 тысяч м³ грунта, вырыто 70 км ходов сообщения, 4 погонных км эскарпов, 1200 окопов, возведено 5 км баррикад, 3 км завалов, 16 км проволочных заграждений, установлено 800 противотанковых ежей, 399 железобетонных колпаков, построено 83 дота и 138 дзотов, в зданиях было пробито 2600 амбразур. На строительство этих сооружений было мобилизовано всё население Грозного и прилегающих районов от 16 до 60 лет, включая домохозяек. Самовольный уход с работы или невыход на работу в течение одного дня без уважительной причине карался военными трибуналами наказанием от 10 лет лагерей до расстрела.

### Моздок-Малгобекская операция

Советские морские пехотинцы ведут бой в районе Малгобека.

В конце августа 1942 года войска вермахта (группа армий «А») вышли на рубеж Прохладный — Моздок — Ищёрская, намереваясь прорвать советскую оборону и развить наступление по Алханчуртской долине в сторону Грозного, Махачкалы и Баку. Немцы имели превосходство в артиллерии в шесть раз, в танках — в четыре раза, затем войска вермахта заняли Прохладный, Нальчик, Моздок. 3 сентября 1942 года Клейст отдал приказ моздокской группировке о наступлении на Орджоникидзе, и на Грозный вдоль железнодорожной ветки Прохладный — Грозный. Однако под Малгобеком и Орджоникидзе развернулись ожесточённые бои. Войска вермахта предприняли в сентябре несколько попыток прорыва фронта, но в результате Моздок-Малгобекской оборонительной операции были остановлены и измотаны, и в октябре сами перешли к обороне.

Памятник пожарным, погибшим при тушении пожаров от налётов фашистской авиации на Грозный.

Немцы пытались подорвать дух советских бойцов: в Сталинграде распространяли листовки, в которых сообщалось о взятии Грозного, а на Кавказе — о взятии Сталинграда. Но противнику стало ясно, что взять Грозный не удастся и 10-15 октября 1942 года были предприняты массированные бомбардировки города. Пожары были потушены в течение нескольких дней. 49 пожарных за героические действия при тушении пожаров были представлены к правительственным наградам. Вскоре была возобновлена работа промышленных объектов. В память о подвигах грозненских пожарных в эти дни в Заводском районе города после войны был установлен памятник работы Р. И. Мамилова. 1 января 1943 года советские войска перешли в наступление.
3 января 1943 года территория республики была полностью освобождена. Сразу же началось восстановление промышленного потенциала республики. В 1944—1945 годах была восстановлена бо́льшая часть нефтепромыслов демонтированных для эвакуации и промышленных предприятий. За годы войны грозненцы добыли более 5 млн тонн нефти, а заводы выработали миллионы тонн нефтепродуктов. В 1944 году был достигнут довоенный уровень развития энергетического хозяйства.
С другой стороны, в республике были антисоветские настроения, используя которые забрасываемая в советский тыл немецкая агентура пыталась поднять на территории ЧИАССР восстание и тем самым облегчить себе успех в наступлении на Кавказ. Массовое восстание немцам и их агентам поднять не удалось, но преступность в республике имелась. Так, только один размещённый на территории Чечено-Ингушской АССР 141-й стрелковый полк внутренних войск НКВД провёл 413 боевых операций, ликвидировал 9 незаконных вооружённых формирований, уничтожил 529 и захватил 632 преступников, потеряв в боях 65 человек убитыми и 28 ранеными.
Однако уровень преступности в республике не превышал аналогичных показателей в соседних регионах. В августе 1943 года на всём Северном Кавказе действовало 156 незаконных вооружённых формирований, состоявших из 3485 человек. В том числе: в Чечено-Ингушетии — 44 (300 участников), в Кабардино-Балкарии — 47 (900 участников), в Дагестане — 1500 участников, тысяча дезертиров и 800 человек, уклоняющихся от мобилизации. В Северной Осетии за три года войны — 4366 дезертиров, 862 случая уклонения от службы, также активизировались «политбанды» и диверсанты абвера. С начала войны до второй половины 1944 года по Северному Кавказу было отмечено 49 362 случая дезертирства, из них по Краснодарскому краю 23 711 случай, по Ставропольскому краю — 10 546, по Чечено-Ингушетии — 4441, по Северной Осетии — 4366.

## Депортация чеченцев и ингушей

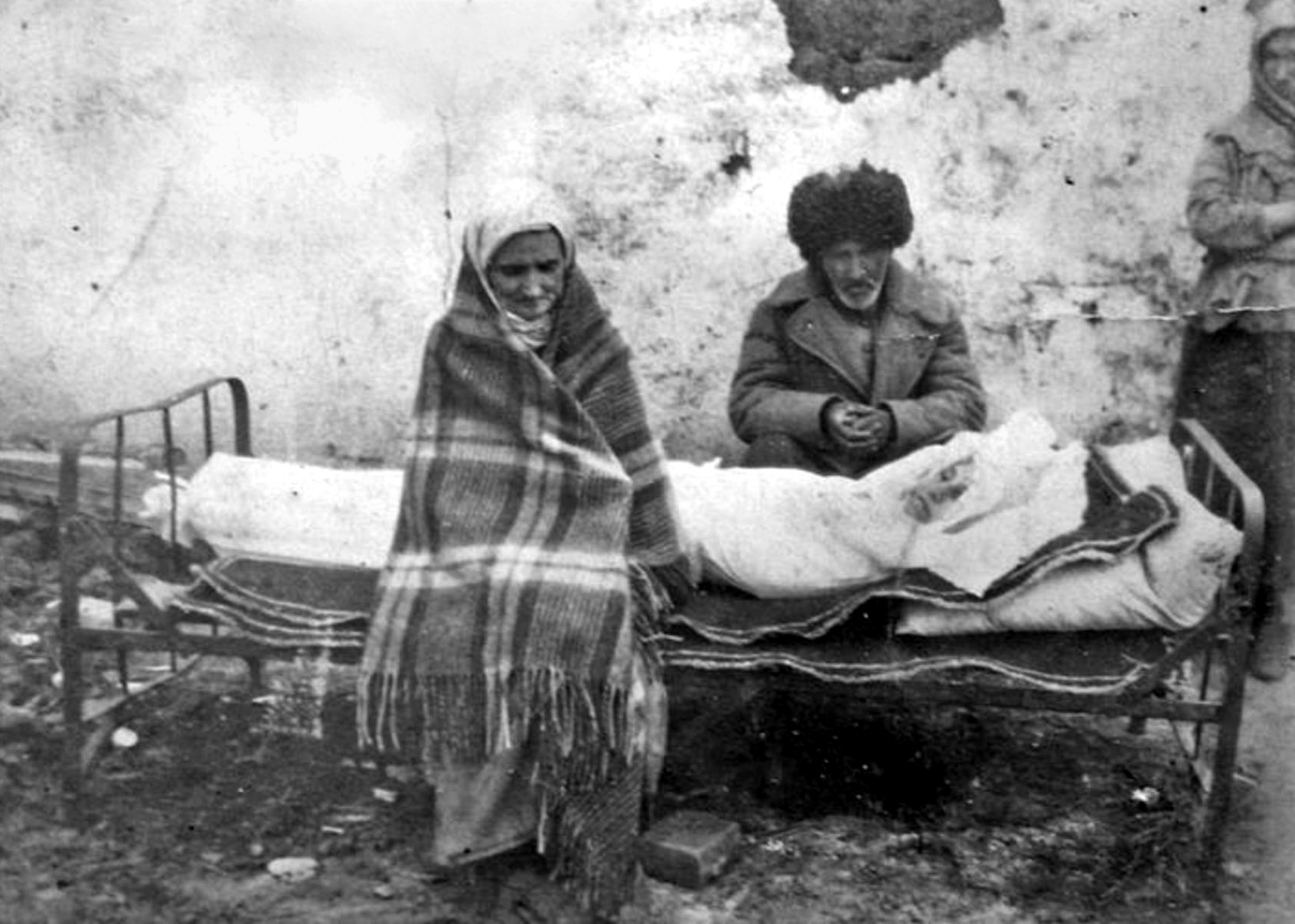
Семья Газдиевых у тела умершей дочери (Казахстан).

23 февраля 1944 года началась депортация чеченцев и ингушей. Указ Президиума Верховного Совета СССР от 7 марта 1944 года о ликвидации Чечено-Ингушской АССР и об административном устройстве её территории гласил:
В связи с тем, что в период Отечественной войны, особенно во время действий немецко-фашистских войск на Кавказе, многие чеченцы и ингуши изменили Родине, переходили на сторону фашистских оккупантов, вступали в отряды диверсантов и разведчиков, забрасываемых немцами в тылы Красной Армии, создавали по указке немцев вооружённые банды для борьбы против советской власти, а также учитывая, что многие чеченцы и ингуши на протяжении ряда лет участвовали в вооружённых выступлениях против советской власти и в течение продолжительного времени, будучи не заняты честным трудом, совершают бандитские налёты на колхозы соседних областей, грабят и убивают советских людей, — Президиум Верховного Совета СССР постановляет:
1. Всех чеченцев и ингушей, проживающих на территории Чечено-Ингушской АССР, а также в прилегающих к ней районах, переселить в другие районы СССР, а Чечено-Ингушскую АССР ликвидировать.

Совнаркому СССР наделить чеченцев и ингушей в новых местах поселения землёй и оказать им необходимую государственную помощь по хозяйственному устройству…
Тезис о массовом сотрудничестве с оккупантами несостоятелен ввиду отсутствия самого факта оккупации. Вермахтом была захвачена только незначительная часть Малгобекского района Чечено-Ингушетии и фашисты были выбиты оттуда в течение месяца. Реальные причины депортации окончательно не установлены и до сих пор являются предметом ожесточённых дискуссий. Кроме того, депортация народов, ликвидация их государственности и изменение границ были незаконными, поскольку не предусматривались ни Конституциями Чечено-Ингушетии, РСФСР или СССР, ни какими-либо другими законными или подзаконными актами.
7 марта 1944 года Грозный стал центром Грозненского округа в составе Ставропольского края, но 22 марта 1944 он получил статус центра вновь созданной Грозненской области.

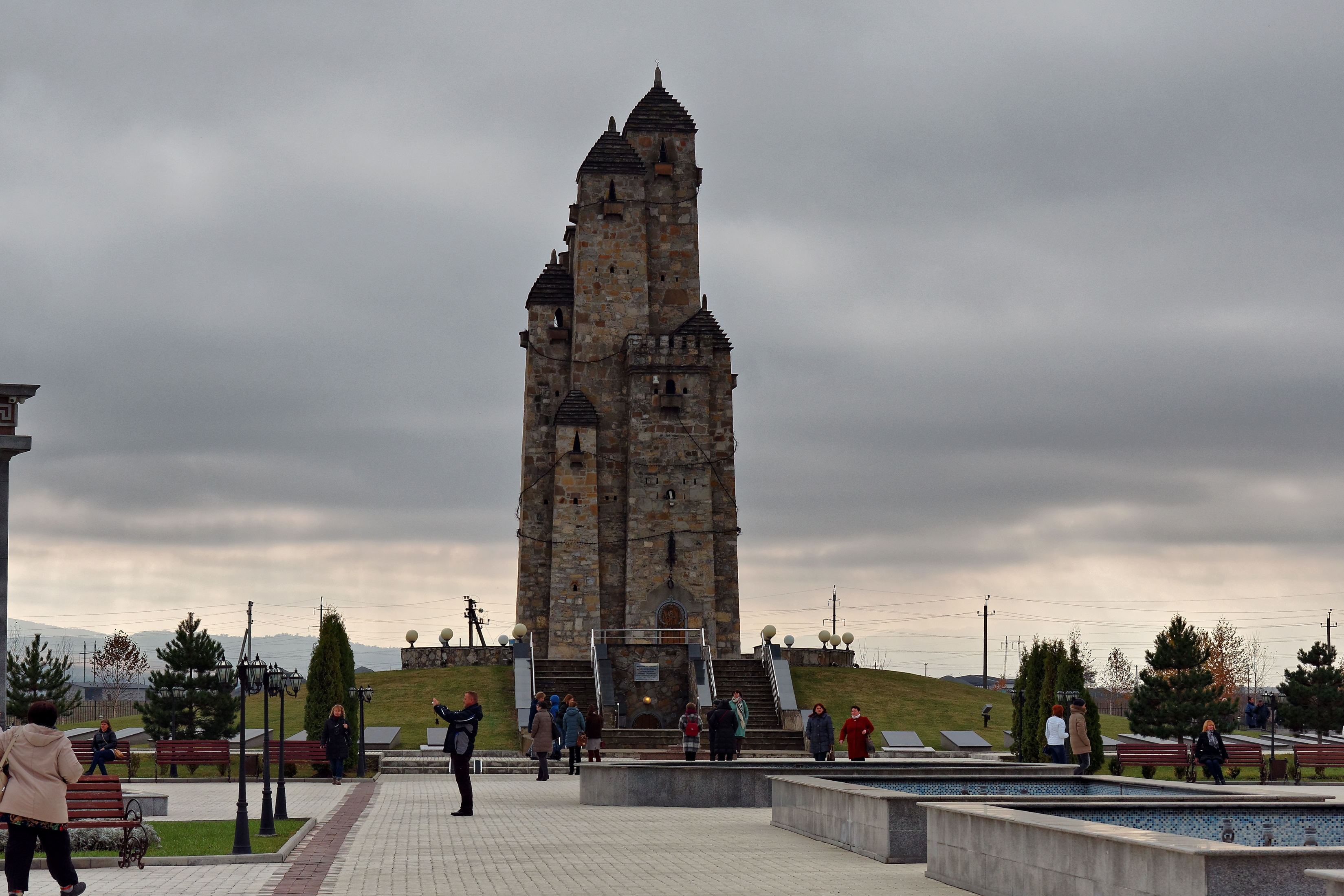
Мемориал «Девять Башен». Назрань.

По указанию партийно-советского руководства были разграблены мечети и кладбища. Надгробные камни использовались при закладке фундаментов заводов и ферм, прокладке дорог, в качестве бордюров. На площадях Грозного жгли книги на чеченском, ингушском и арабском языках. Из остальных книг вырывались или замазывались страницы с упоминанием коренных народов области. Дирекция республиканской библиотеки с риском для жизни спасла от уничтожения и укрывала до восстановления автономии несколько сот книг на национальных языках.
Подверглась чистке в соответствии с новыми установками коллекция республиканского краеведческого музея. Уничтожалось и расхищалось многовековое культурно-историческое наследие чеченцев и ингушей: рукописные книги и библиотеки, золотые и серебряные украшения, оружие, ковры, утварь, мебель. Был взорван памятник видному борцу за установление советской власти в Чечено-Ингушетии Асланбеку Шерипову. Спешно переименовывались улицы, аулы, районы.
Поскольку основное население Грозного было некоренным, депортация практически не отразилась на его развитии. В 1949 году в Грозном был достигнут довоенный уровень производства.

### Депортация военнослужащих
Одновременно с началом депортации началась демобилизация вайнахов из Красной Армии. Военнослужащие из числа чеченцев, ингушей, балкарцев и карачаевцев должны были выехать в Алма-Ату и поступить в распоряжение отделов спецпоселений НКВД Казахской ССР. Только с передовой за 1944 год было демобилизовано 710 офицеров, 1696 сержантов и 6488 солдат из числа депортированных народов. Многие из них были направлены в северные тыловые районы, где использовались на лесозаготовках и прокладке дорог.
В октябре 1945 года репрессированные военнослужащие были освобождены от статуса спецпереселенцев, но им было запрещено возвращаться на родину. Из них чеченцы и ингуши составляли 5300 человек и все они имели награды. К 1955 году из них осталось в живых 4445 человек, из которых инвалиды войны составляли 2280 человек.
Наравне со всеми были депортированы семьи Героев Советского Союза И. Бейбулатова, Х. Мухамед-Мирзаева, А. Идрисова, Х. Нурадилова, Х. Дачиева; жена и трое детей героически погибшего Маташа Мазаева; борца за установление Советской власти Асланбека Шерипова. После окончания войны был выслан Герой Советского Союза Х. Дачиев. Подполковник М. А. Висаитов решением командования 2-го Белорусского фронта был направлен на учёбу в Военную академию имени М. В. Фрунзе, но через несколько месяцев сослан в Казахстан.

### Заселение области
Руководство Грозненской области и регионов, к которым отошла часть Чечено-Ингушетии, должны были принять меры к заселению высвободившейся территории. Область заселялась переселенцами из других регионов страны. В середине мая 1944 года число переселенцев достигло 40 % от общего числа выселенных чеченцев. 6800 семей переселилось из Ставрополья. 5892 семьи переселились из Грозного в сельские районы области. Дальнейшее заселение планировалось проводить за счёт переселенцев из центральных районов страны (Тамбовская, Пензенская, Ульяновская и другие области).
Для стимуляции переселения был установлен ряд льгот: списывались недоимки по государственным долгам; на новом месте действовало освобождение от налогов на один год; выдавалось единовременное денежное пособие 2500 рублей; предоставлялось право бесплатного проезда и провоза имущества весом до 2,5 тонн на новое место жительства; выдавались строительные материалы. Тем не менее, желающих было мало, заселение территории продолжалось до начала 1950-х годов. Часть прибывших, столкнувшись с трудностями обустройства, к тому же в небезопасных условиях, возвращалась на прежнее место жительства. В период с 1947 по 1951 год в Грозненскую область прибыло более 6 тысяч семей, из которых лишь 4 тысячи остались на новом месте.
Весной 1944 года из Грузии в Грозненскую область предполагалось переселить всего 500 семей. Это объяснялось тем, что к Грузии отошли горные районы, в которых планировалось сохранить только самые крупные и легкодоступные аулы. Остальную территорию предполагалось использовать в качестве пастбищ. Территория, отошедшая к Грузии, стала именоваться Ахалхевским районом.
По плану на первом этапе власти Северной Осетии должны были создать на землях Ингушетии 3 тысячи новых хозяйств. Хотя к Северо-Осетинской АССР отошли наиболее плодородные земли, из-за недостатка людей и нежелания горцев занимать чужие земли заселение шло медленно. Поэтому власти пришлось привлекать к заселению жителей Южной Осетии.
Дагестанские власти должны были заселить чеченские аулы Хасавюртовского и Бабаюртовского районов, из которых было выселено чеченское население, Ауховский район, до депортации заселённый чеченцами-аккинцами, и отошедшие к Дагестану Веденский, Ножай-Юртовский, Чеберлоевский и Курчалоевский районы общей площадью 3000 км². Поскольку жители горных районов Дагестана традиционно страдали от малоземелья, недостатка в потенциальных переселенцах не было. К тому же людей, попавших в разнарядки и не желающих переселяться, переселяли силой, а их дома в некоторых случаях разрушали. Переселение производилось из 224 горных сёл, из них 114 мелких селений переселились полностью. На новые земли были переселены 65 тысяч человек, из которых 51 тысяча была направлена в районы Грозненской области.
В то же время, власти оказались не в состоянии обеспечить всем необходимым столько людей. Переселенцы, предполагая жить в богатых чеченских сёлах, брали с собой лишь самое необходимое. Кроме того, в новых условиях им требовались другие хозяйственные навыки. В конце 1944 года среди дагестанских переселенцев произошла вспышка малярии, охватившая более одной пятой их общего числа. Затем к нему добавились тиф и другие болезни. В числе возможных причин болезней назывались «острый недостаток мыла, белья, культурная отсталость переселенцев, недостаток и однообразие продуктов питания».
Проблемы, возникшие при переселении, привели к срыву сельскохозяйственных работ, что, в свою очередь, в начале 1945 года вызвало голод среди дагестанских переселенцев. Руководство области было вынуждено оказать им срочную продовольственную и материальную помощь. Вспышки малярии и тифа были зафиксированы и в последующие годы. В Ауховском районе с 1944 по 1947 годы от болезней умерло около 2 тысяч переселившихся в этот район лакцев (почти треть переселившихся). Сложности, возникшие на новом месте, привели к тому, что часть дагестанских переселенцев самовольно вернулась на прежние места жительства.
Даже в 1956 году, когда чеченцы и ингуши начали возвращаться на родину, многие населённые пункты на равнине были не до конца заселены. Продовольственная проблема в Грозненской области так и не была решена, поэтому власть вынуждена была завозить большое количество продовольствия. Довоенный уровень производства продовольствия не был достигнут ни в одном из районов бывшей Чечено-Ингушетии.

### Затраты на депортацию
Для осуществления депортации на несколько месяцев были привлечены до 19 тысяч сотрудников НКВД и НКГБ, 100 тысяч боеспособных солдат внутренних войск (больше, чем на некоторые фронтовые операции). Для перевозки выселяемых было собрано более 15 тысяч вагонов и сотни паровозов, 6 тысяч грузовых автомобилей. Были затрачены огромные средства на встречу и размещение «спецконтингента». В местах депортации были созданы сотни комендатур с тысячами сотрудников в офицерских званиях. Были разорены примерно 100 тысяч крестьянских хозяйств, что нанесло экономике страны ущерб в несколько миллиардов рублей. Только перевозка спецпереселенцев стоила государству 150 млн рублей, на которые можно было построить 700 танков Т-34.

### Повстанческие группировки
Выселение не привело к прекращению деятельности повстанческих группировок в Чечено-Ингушетии. Первое время после депортации их численность возросла за счёт нескольких тысяч человек, которые смогли уклониться от неё. Однако почти все они не имели оружия и не представляли опасности. Эти группировки не могли помешать выселению, но и войска не могли их быстро обнаружить и ликвидировать. Весной 1944 года произошёл ряд вооружённых столкновений. Нападениям повстанцев подвергались небольшие войсковые подразделения; лица, направленные для описи и охраны «оставленного» коренным населением имущества; переселенцы из других районов страны; многочисленные мародёры, хлынувшие в регион.
Хасан Исраилов пытался объединить разрозненные группировки, но успеха не добился. В числе прочих среди причин этой неудачи было большое количество войск, создававших проблемы в поддержании связи между группировками, а также ряд мер, предпринятых НКВД, который предвидел такие действия. Например, не были депортированы секретные агенты НКВД, лица, находившиеся в оперативной разработке, и все те, кто мог представлять интерес для правоохранительных органов. Продолжали работать некоторые чекисты из числа вайнахов. В частности, в Веденском районе начальником районного отдела НКВД был сын абрека Зелимхана Харачоевского Умар-Али Зелимханов. Зелимханов активно участвовал в преследовании повстанцев и погиб при попытке ликвидации одного из них.
Для борьбы с нелегалами применялось сплошное прочёсывание местности. Такие операции проводились в июле-августе 1944 года в Хильдихороевском, Пешхоевском и Майстинском ущельях Чечни силами двух дивизий и двух отдельных полков внутренних войск. В свою очередь нелегалы устраивали засады, выслеживали небольшие группы военнослужащих и уклонялись от столкновений с крупными военными формированиями, что позволяло им наносить ощутимые потери войскам.
К концу 1944 года на территории области было уничтожено 26 групп нелегалов состоявших из 258 членов, 42 абрека, действовавших в одиночку, 137 лиц других национальностей (русских, грузин, осетин, дагестанцев). Официально с нелегалами было покончено в 1953 году.
Ситуация с антисоветской активностью в Грозненской области мало отличилась от общей ситуации на Северном Кавказе. За 1944 год на остальной территории Северного Кавказа было ликвидировано 75 банд, а общее число уничтоженных нелегалов составило более одной тысячи человек.

## Реабилитация

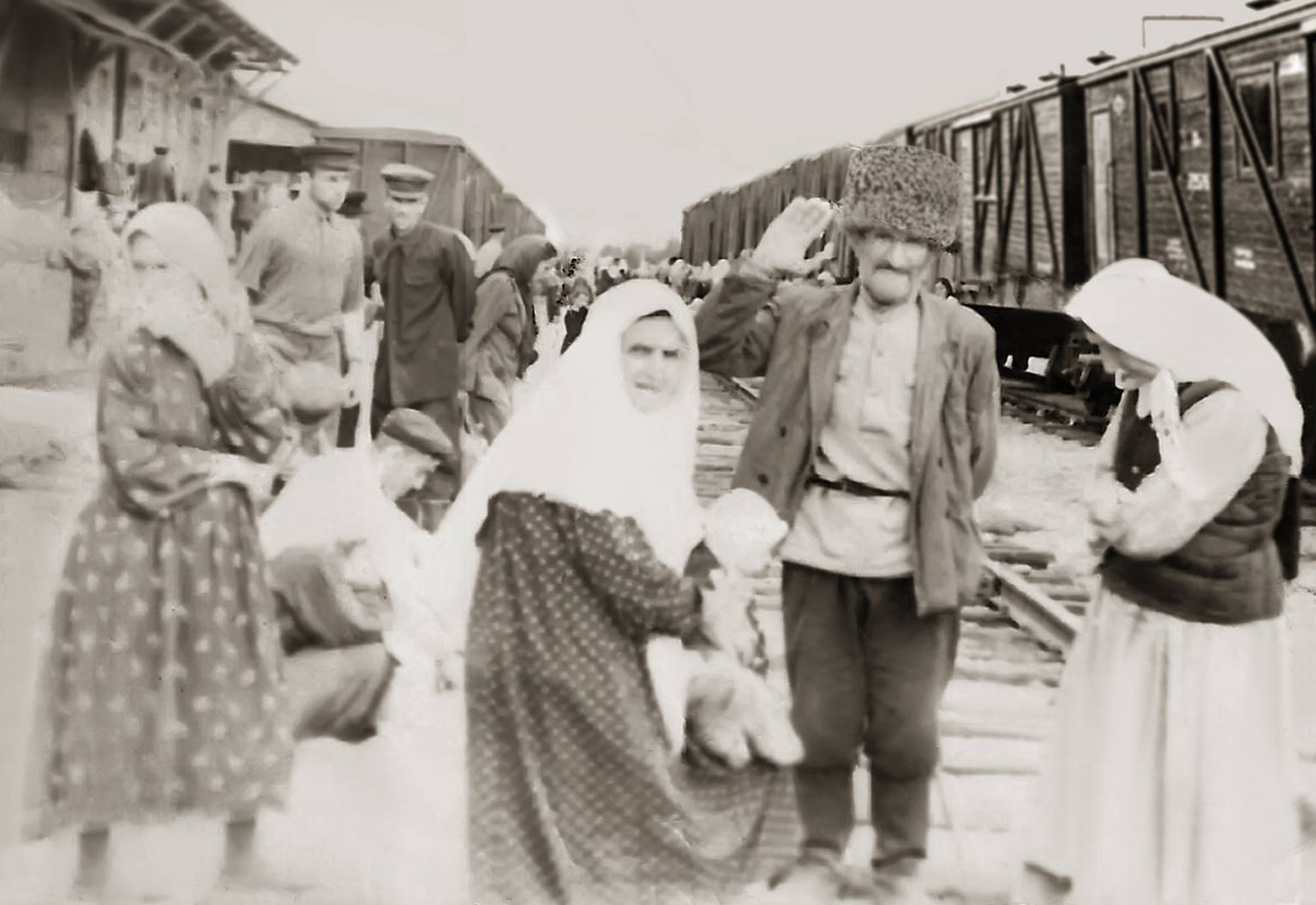
На вокзале. 1957 год. Фрунзе. Жители села Юрт-Аух возвращаются на родину.

После смерти Сталина и расстрела Берии у депортированных народов появилась надежда на реабилитацию и возвращение на родину. Известные представители репрессированных народов и простые граждане стали настойчиво обращаться во властные органы со своими просьбами, главной из которых была безотлагательно вернуть депортированные народы и снять с них обвинения в коллаборационизме.
Указами Президиумов Верховных Советов СССР и РСФСР 9 января 1957 года Чечено-Ингушская АССР была восстановлена, причём в несколько иных границах, чем при упразднении; в её составе остались переданные в 1944 году из Ставропольского края в Грозненскую область Наурский и Шелковской районы с преобладающим русским населением, но при этом ей не был возвращён Пригородный район, оставшийся в Северной Осетии. Площадь республики после восстановления составляла 19 300 км².
11 февраля 1957 года Верховный Совет СССР утвердил указ своего Президиума от 9 января и вернул в 22 статью Конституции СССР упоминание об автономии.

## Память

### О Великой Отечественной войне

Мемориал павшим в Великой Отечественной войне.

- Братская могила № 2 воинов, погибших в Великой Отечественной войне 1941-45 гг.;
- Братская могила лётчиков Гурина и Закревского;
- Братская могила пожарных;
- Братская могила советских воинов;
- Мемориал павшим в Великой Отечественной войне;
- Мемориальный комплекс Славы имени Ахмата Кадырова;
- Огонь вечной славы (разрушен);
- Памятник «Прометею в танковом шлеме» капитану Маташу Мазаеву;
- Памятник Мовлиду Висаитову;
- Памятник пожарным, погибшим при тушении пожаров от налётов фашистской авиации на Грозный;
- Памятник Ханпаше Нурадилову;
- Памятник «Фронтовая подруга»;
- Памятник юному разведчику Володе Мордвинову (разрушен);
- Стела «Город воинской славы»;
- В 2015 году коллектив авторов издал книгу «Дорога к Победе», в которой опубликованы наградные листы участников Великой Отечественной войны — уроженцев Чечено-Ингушетии[57].

### О депортации
- Мемориал «Девять Башен»;
- Мемориал жертвам депортации 1944 года;
- Памятник жертвам сталинизма чеченцам-аккинцам;

и другие.